# Fußballclub Viktoria Köln 1904 1962-1963
Questa voce raccoglie le informazioni riguardanti il Fußballclub Viktoria Köln 1904 nelle competizioni ufficiali della stagione 1962-1963.

## Stagione
Nella stagione 1962-1963 il Viktoria Colonia, allenato da Hennes Weisweiler, concluse il campionato di Oberliga ovest al 8º posto. In Coppa delle Fiere il Viktoria Colonia fu eliminato al primo turno dal Ferencváros.

## Rosa
| N. |                     | Ruolo | Calciatore         |
| -- | ------------------- | ----- | ------------------ |
|    | Germania (bandiera) | P     | Siegfried Ernst    |
|    | Germania (bandiera) | P     | Günter Klemm       |
|    | Germania (bandiera) | P     | Bernd Koch         |
|    | Germania (bandiera) | D     | Gero Bisanz        |
|    | Germania (bandiera) | D     | Werner Maes        |
|    | Germania (bandiera) | D     | Dieter Nasdalla    |
|    | Germania (bandiera) | D     | Erich Ribbeck      |
|    | Germania (bandiera) | D     | Rolf Starost       |
|    | Germania (bandiera) | C     | Braik              |
|    | Germania (bandiera) | C     | Hans-Günter Diegel |

| N. |                     | Ruolo | Calciatore        |
| -- | ------------------- | ----- | ----------------- |
|    | Germania (bandiera) | C     | Horst Hülß        |
|    | Germania (bandiera) | C     | Willibert Kremer  |
|    | Germania (bandiera) | C     | Horst Nußbaum     |
|    | Germania (bandiera) | C     | Jürgen Schult     |
|    | Germania (bandiera) | C     | Jürgen Sundermann |
|    | Germania (bandiera) | C     | Franz van Hees    |
|    | Germania (bandiera) | A     | Dieter Klever     |
|    | Germania (bandiera) | A     | Manfred Lefkes    |
|    | Germania (bandiera) | A     | Klaus Matischak   |
|    | Germania (bandiera) | A     | Carl-Heinz Rühl   |

## Organigramma societario
Area tecnica
- Allenatore: Hennes Weisweiler
- Allenatore in seconda:
- Preparatore dei portieri:
- Preparatori atletici:
- Analisi video:

## Calciomercato

### Sessione estiva
| Acquisti | Acquisti          | Acquisti            | Acquisti |
| R.       | Nome              | da                  | Modalità |
| -------- | ----------------- | ------------------- | -------- |
| C        | Willibert Kremer  | Borussia M'gladbach |          |
| A        | Klaus Matischak   | Pirmasens           |          |
| D        | Erich Ribbeck     | Wuppertal           |          |
| D        | Rolf Starost      | TeBe Berlino        |          |
| C        | Jürgen Sundermann | RW Oberhausen       |          |

| Cessioni | Cessioni         | Cessioni             | Cessioni |
| R.       | Nome             | a                    | Modalità |
| -------- | ---------------- | -------------------- | -------- |
| A        | Bernhard Schwier | Alemannia Aquisgrana |          |

## Risultati

### Oberliga ovest

#### Girone di andata
| Arbitro: | Malka |

|  |           |           |
|  | Marcatori | 78’ Plich |

| Arbitro: | Hoffmann |

|                                   |           |                                           |
| Sell 12’ Peters 82’ Pilkewitz 83’ | Marcatori | 45’ Hülß 46’ van Hees 56’ Rühl 80’ Kremer |

| Arbitro: | Leidag |

|                       |           |                         |
| Schumacher 40’ (aut.) | Marcatori | 20’ Thielen 85’ Schäfer |

| Arbitro: | Nawrocki |

|                          |           |                                             |
| Mülhausen 30’ Brungs 85’ | Marcatori | 69’ Schult 73’ Sundermann 78’ Maes 83’ Hülß |

| Arbitro: | Baumgärtel |

|                            |           |                |
| Kremer 27’, 56’ Schult 42’ | Marcatori | 37’, 82’ Esser |

| Arbitro: | Weyland |

|                        |           |                                          |
| Klimaschefski 29’, 63’ | Marcatori | 43’, 54’ Hülß 47’ Kremer 86’, 88’ Schult |

| Arbitro: | Rudloff |

|                                                                          |           |                         |
| Schult 7’ Matischak 20’, 43’, 68’ (rig.), 75’ (rig.) Rühl 49’ Kremer 82’ | Marcatori | 17’ Fischer 89’ Luttrop |

| Arbitro: | Irmer |

|                                     |           |  |
| Heuting 10’ Rummel 25’ Trimhold 88’ | Marcatori |  |

| Arbitro: | Sprenger |

|                                   |           |                     |
| Kiefer 40’ Schulz 52’ Kratzer 88’ | Marcatori | 27’ Rühl 35’ Kremer |

| Arbitro: | Mix |

|               |           |                                                      |
| Matischak 26’ | Marcatori | 16’, 52’ Scheurer 32’, 67’ Marquardt 72’, 74’ Schulz |

| Arbitro: | Silva |

|                                        |           |                             |
| Versteeg 35’ Heidemann 56’ (rig.), 80’ | Marcatori | 33’ Hülß 36’, 58’ Matischak |

| Arbitro: | Fork |

|                                                            |           |                               |
| Matischak 14’, 42’, 52’, 88’ Hülß 34’, 71’ Rühl 77’ (rig.) | Marcatori | 37’ Höllriegel 62’, 90’ Meyer |

| Arbitro: | Hennig |

|                               |           |          |
| Konietzka 15’, 18’ Schütz 37’ | Marcatori | 67’ Rühl |

| Arbitro: | Hense |

|                                                       |           |                                                  |
| Schult 3’, 39’ Kremer 28’ Rühl 36’, 89’ Matischak 81’ | Marcatori | 12’ Libuda 45’ Becher 46’ Koslowski 56’ Bechmann |

| Arbitro: | Schörnich |

|                                       |           |          |
| Bensmann 29’ Dörr 71’ Pohlschmidt 78’ | Marcatori | 22’ Hülß |

#### Girone di ritorno
| Arbitro: | Schleißner |

|                              |           |                                                   |
| Plich 28’, 84’ Schwikart 59’ | Marcatori | 40’ Kremer 58’ Bisanz 63’, 77’ Rühl 89’ Matischak |

| Arbitro: | Kasper |

|                                                                |           |  |
| Rühl 9’, 26’, 45’, 75’ Matischak 39’ Schult 78’ Sundermann 83’ | Marcatori |  |

| Arbitro: | Nawrocki |

|          |           |           |
| Hülß 59’ | Marcatori | 4’ Fendel |

| Arbitro: | Buschhorn |

|                                           |           |                          |
| Clement 12’ Tilkowski 25’ (rig.) Koch 57’ | Marcatori | 21’, 23’ Schult 87’ Rühl |

| Arbitro: | Fork |

|                               |           |  |
| Hülß 63’ Matischak 70’ (rig.) | Marcatori |  |

| Arbitro: | Epping |

|                          |           |                               |
| Matischak 16’ Kremer 54’ | Marcatori | 48’ (aut.) Ribbeck 69’ Schulz |

| Arbitro: | Mix |

|                      |           |                                     |
| Schult 5’ Lefkes 59’ | Marcatori | 34’ (rig.) Nolden 70’, 82’ Danzberg |

| Düsseldorf 24 marzo 1963 23ª giornata | Fortuna Düsseldorf | 0 – 0 referto | Viktoria Colonia | Rheinstadion (11 500 spett.)\| Arbitro: \| Vieler \| |
| Arbitro:                              | Vieler             |               |                  |                                                      |

| Arbitro: | Weyland |

|                   |           |                      |
| Klever 68’ (rig.) | Marcatori | 46’ Wosab 72’ Schütz |

| Arbitro: | Heß |

|                  |           |  |
| Schäfer 77’, 87’ | Marcatori |  |

| Arbitro: | Hackforth |

|                                                 |           |                                                       |
| Esser 9’ Bergstein 24’, 49’, 53’ Lipka 29’, 62’ | Marcatori | 26’ Sundermann 64’ Braik 73’ (rig.) Klever 79’ Schult |

| Arbitro: | Schörnich |

|                               |           |  |
| Koslowski 4’ (rig.) Nowak 12’ | Marcatori |  |

| Arbitro: | Rudloff |

|                                                                 |           |  |
| Klever 3’ (rig.) Kremer 30’ Lefkes 36’ Matischak 38’ Schult 88’ | Marcatori |  |

| Arbitro: | Kasper |

|            |           |                 |
| Kremer 88’ | Marcatori | 41’ Pohlschmidt |

| Arbitro: | Hackforth |

|                            |           |                            |
| Schulz 4’ Siemensmeyer 25’ | Marcatori | 14’ Schult 46’, 84’ Kremer |

### Coppa delle Fiere
| Arbitro: | Barbéran |

|                                               |           |                           |
| Rühl 16’ Kremer 19’ Matischak 25’, 33’ (rig.) | Marcatori | 6’ Mátrai 31’, 53’ Albert |

| Arbitro: | Kainer |

|                                              |           |          |
| Novák 14’ Kökény 67’ Fenyvesi 73’ Albert 80’ | Marcatori | 81’ Rühl |

## Statistiche

### Statistiche di squadra
| Competizione      | Punti | In casa | In casa | In casa | In casa | In casa | In casa | In trasferta | In trasferta | In trasferta | In trasferta | In trasferta | In trasferta | Totale | Totale | Totale | Totale | Totale | Totale | DR  |
| Competizione      | Punti | G       | V       | N       | P       | Gf      | Gs      | G            | V            | N            | P            | Gf           | Gs           | G      | V      | N      | P      | Gf     | Gs     | DR  |
| ----------------- | ----- | ------- | ------- | ------- | ------- | ------- | ------- | ------------ | ------------ | ------------ | ------------ | ------------ | ------------ | ------ | ------ | ------ | ------ | ------ | ------ | --- |
| Oberliga ovest    | 30    | 15      | 7       | 3       | 5       | 46      | 29      | 15           | 5            | 3            | 7            | 35           | 40           | 30     | 12     | 6      | 12     | 81     | 69     | +12 |
| Coppa delle Fiere | -     | 1       | 1       | 0       | 0       | 4       | 3       | 1            | 0            | 0            | 1            | 1            | 4            | 2      | 1      | 0      | 1      | 5      | 7      | -2  |
| Totale            | 30    | 16      | 8       | 3       | 5       | 50      | 32      | 16           | 5            | 3            | 8            | 36           | 44           | 32     | 13     | 6      | 13     | 86     | 76     | +10 |

### Andamento in campionato
| Giornata  | 1  | 2 | 3 | 4 | 5 | 6 | 7 | 8 | 9 | 10 | 11 | 12 | 13 | 14 | 15 | 16 | 17 | 18 | 19 | 20 | 21 | 22 | 23 | 24 | 25 | 26 | 27 | 28 | 29 | 30 |
| --------- | -- | - | - | - | - | - | - | - | - | -- | -- | -- | -- | -- | -- | -- | -- | -- | -- | -- | -- | -- | -- | -- | -- | -- | -- | -- | -- | -- |
| Luogo     | C  | T | C | T | C | T | C | T | T | C  | T  | C  | T  | C  | T  | T  | C  | C  | T  | C  | C  | C  | T  | C  | T  | T  | T  | C  | C  | T  |
| Risultato | P  | V | P | V | V | V | V | P | P | P  | N  | V  | P  | V  | P  | V  | V  | N  | N  | V  | N  | P  | N  | P  | P  | P  | P  | V  | N  | V  |
| Posizione | 12 | 7 | 9 | 8 | 7 | 4 | 2 | 4 | 6 | 8  | 7  | 6  | 7  | 7  | 8  | 7  | 6  | 6  | 6  | 5  | 6  | 7  | 7  | 8  | 8  | 9  | 10 | 9  | 10 | 8  |

Legenda:

Luogo: C = Casa; T = Trasferta. Risultato: V = Vittoria; N = Pareggio; P = Sconfitta.

### Statistiche dei giocatori
| Giocatore     | Oberliga ovest | Oberliga ovest | Oberliga ovest | Oberliga ovest | Coppa delle Fiere | Coppa delle Fiere | Coppa delle Fiere | Coppa delle Fiere | Totale   | Totale | Totale      | Totale     |
| Giocatore     | Presenze       | Reti           | Ammonizioni    | Espulsioni     | Presenze          | Reti              | Ammonizioni       | Espulsioni        | Presenze | Reti   | Ammonizioni | Espulsioni |
| ------------- | -------------- | -------------- | -------------- | -------------- | ----------------- | ----------------- | ----------------- | ----------------- | -------- | ------ | ----------- | ---------- |
| G. Bisanz     | 26             | 1              | 0              | 0              | 1                 | 0                 | 0                 | 0                 | 27       | 1      | 0           | 0          |
| B. Braik      | 3              | 1              | 0              | 0              | 0                 | 0                 | 0                 | 0                 | 3        | 1      | 0           | 0          |
| H. Diegel     | 30             | 0              | 0              | 0              | 2                 | 0                 | 0                 | 0                 | 32       | 0      | 0           | 0          |
| S. Ernst      | 0              | 0              | 0              | 0              | 0                 | 0                 | 0                 | 0                 | 0        | 0      | 0           | 0          |
| H. Hülß       | 21             | 10             | 0              | 0              | 2                 | 0                 | 0                 | 0                 | 23       | 10     | 0           | 0          |
| G. Klemm      | 23             | 0              | 0              | 0              | 1                 | 0                 | 0                 | 0                 | 24       | 0      | 0           | 0          |
| D. Klever     | 22             | 3              | 0              | 1              | 2                 | 0                 | 0                 | 0                 | 24       | 3      | 0           | 1          |
| B. Koch       | 6              | 0              | 0              | 0              | 1                 | 0                 | 0                 | 0                 | 7        | 0      | 0           | 0          |
| W. Kremer     | 30             | 13             | 0              | 0              | 2                 | 1                 | 0                 | 0                 | 32       | 14     | 0           | 0          |
| M. Lefkes     | 5              | 2              | 0              | 1              | 1                 | 0                 | 0                 | 0                 | 6        | 2      | 0           | 1          |
| W. Maes       | 23             | 1              | 0              | 0              | 2                 | 0                 | 0                 | 0                 | 25       | 1      | 0           | 0          |
| K. Matischak  | 25             | 17             | 0              | 0              | 2                 | 2                 | 0                 | 0                 | 27       | 19     | 0           | 0          |
| D. Nasdalla   | 8              | 0              | 0              | 0              | 0                 | 0                 | 0                 | 0                 | 8        | 0      | 0           | 0          |
| H. Nußbaum    | 2              | 0              | 0              | 0              | 0                 | 0                 | 0                 | 0                 | 2        | 0      | 0           | 0          |
| E. Ribbeck    | 21             | 0              | 0              | 0              | 2                 | 0                 | 0                 | 0                 | 23       | 0      | 0           | 0          |
| C. Rühl       | 24             | 14             | 0              | 0              | 2                 | 2                 | 0                 | 0                 | 26       | 16     | 0           | 0          |
| J. Schult     | 26             | 14             | 0              | 0              | 0                 | 0                 | 0                 | 0                 | 26       | 14     | 0           | 0          |
| R. Starost    | 2              | 0              | 0              | 0              | 0                 | 0                 | 0                 | 0                 | 2        | 0      | 0           | 0          |
| J. Sundermann | 30             | 3              | 0              | 0              | 2                 | 0                 | 0                 | 0                 | 32       | 3      | 0           | 0          |
| F. van Hees   | 3              | 1              | 0              | 0              | 0                 | 0                 | 0                 | 0                 | 3        | 1      | 0           | 0          |